# Amblyopone mercovichi
Amblyopone mercovichi är en myrart som beskrevs av Brown 1960. Amblyopone mercovichi ingår i släktet Amblyopone och familjen myror. Inga underarter finns listade i Catalogue of Life.

## Bildgalleri

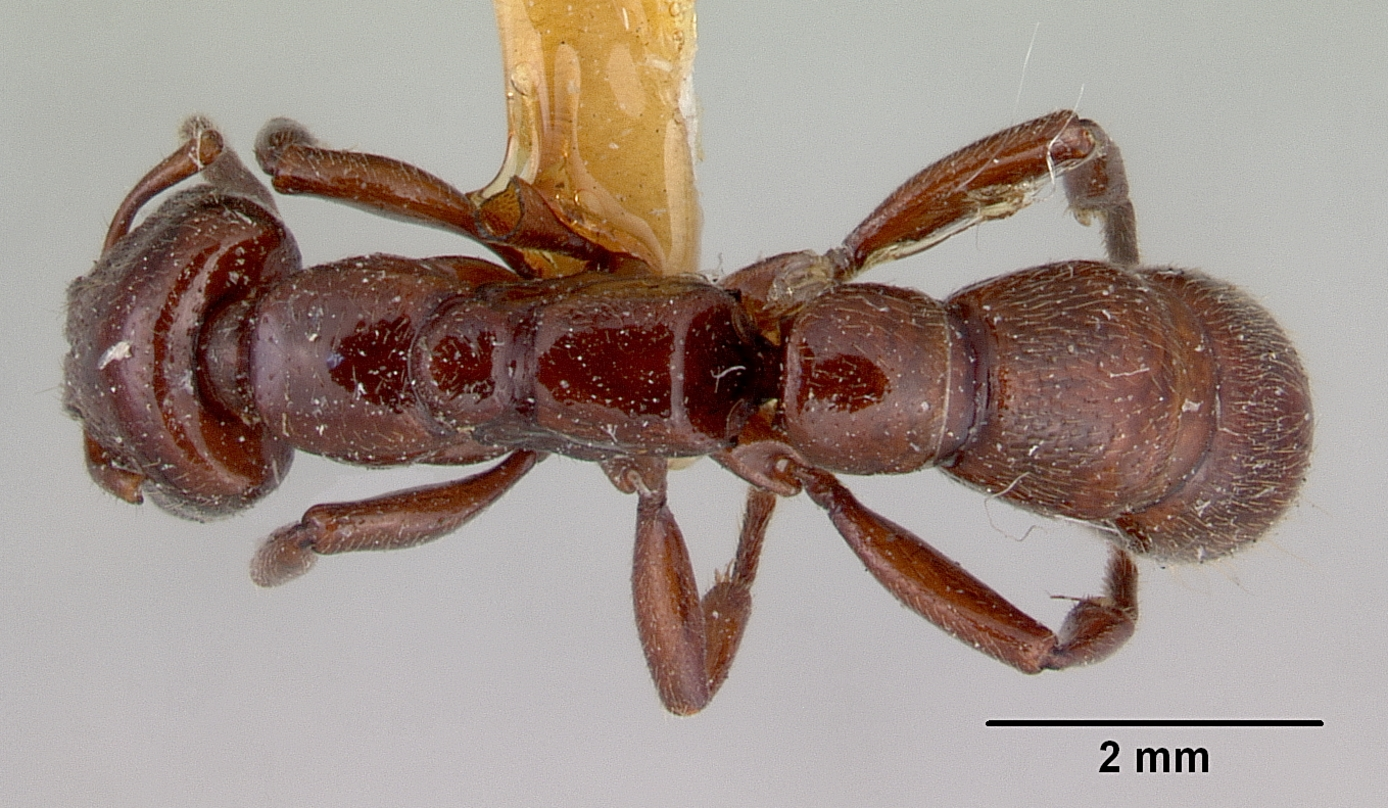
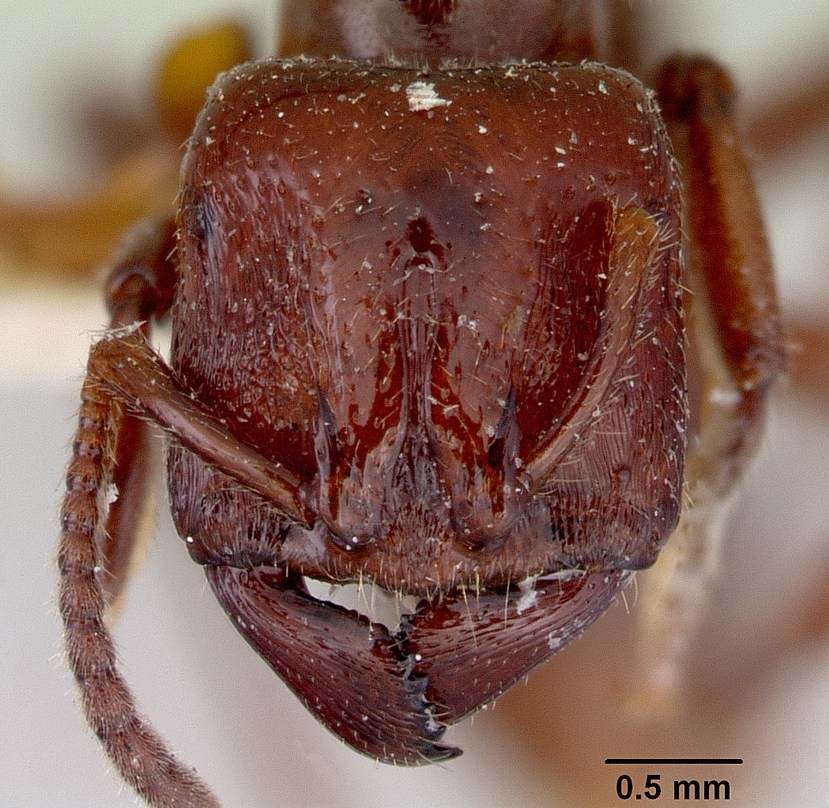
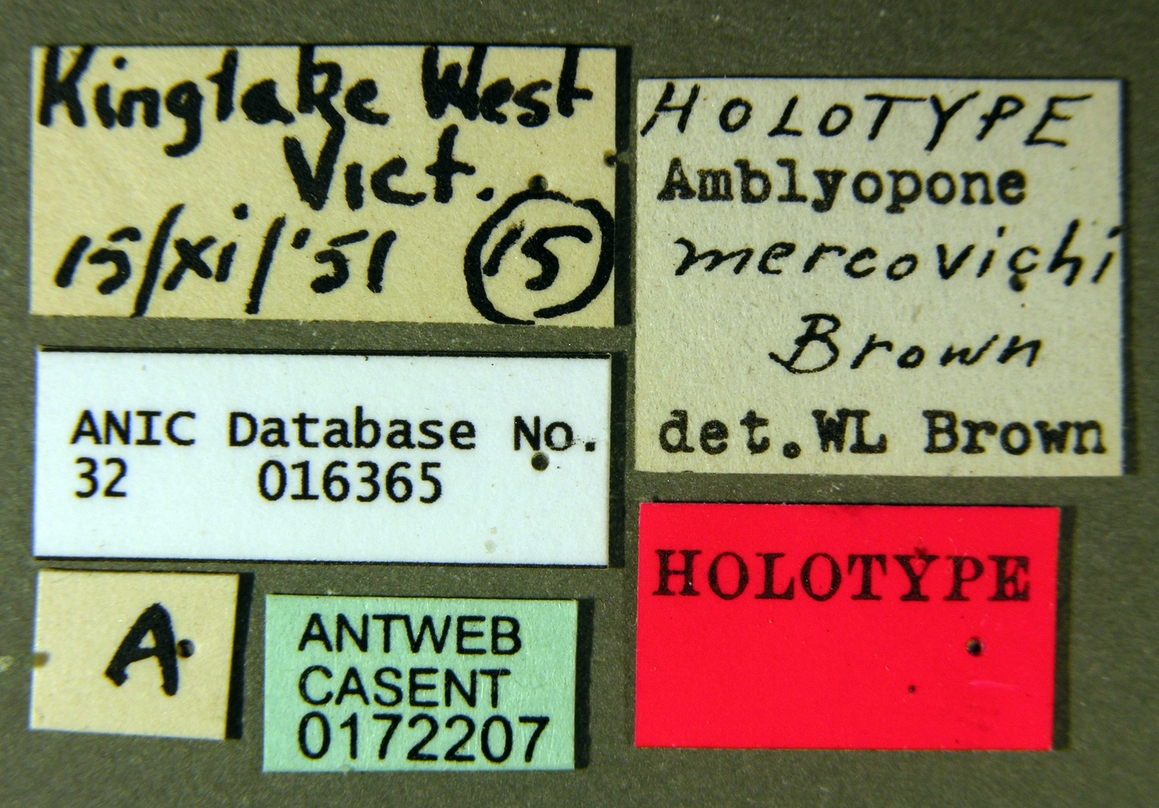
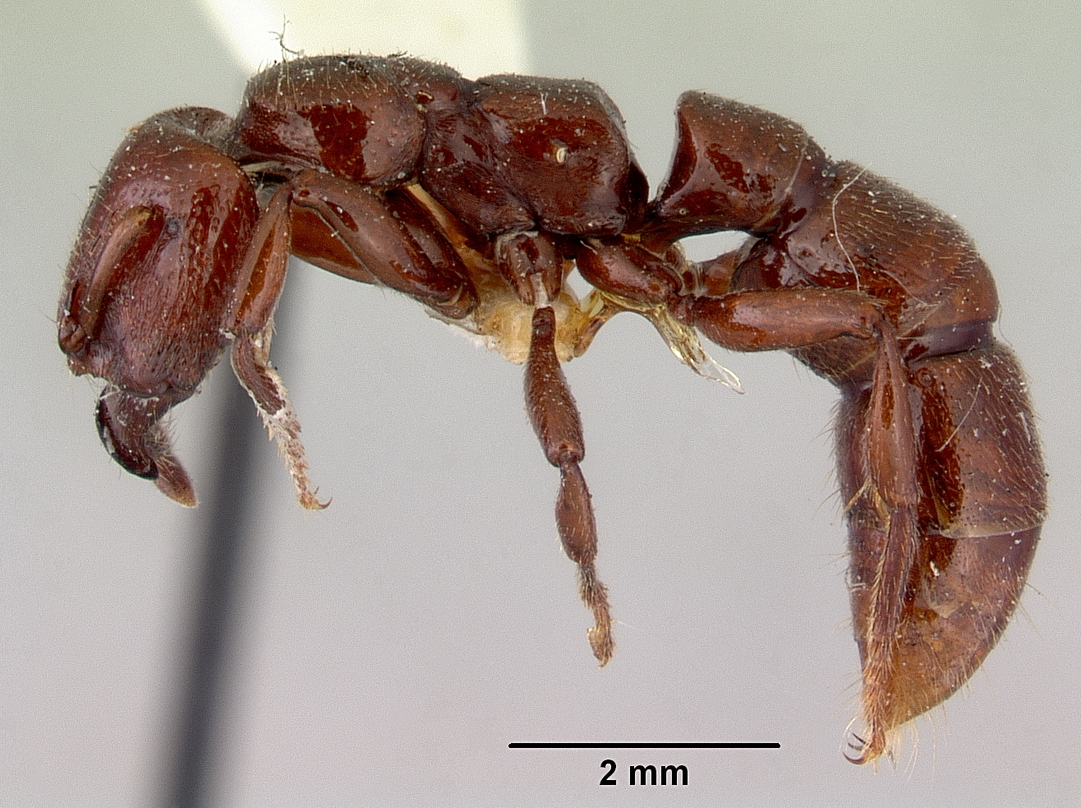